# Cladosporium sphaerospermum
Cladosporium sphaerospermum är en svampart som beskrevs av Penz. 1882. Cladosporium sphaerospermum ingår i släktet Cladosporium och familjen Davidiellaceae.   Inga underarter finns listade i Catalogue of Life.